# Kanton Saint-Pierre-3
Der Kanton Saint-Pierre-3 ist seit 1949 ein französischer Wahlkreis im Arrondissement Saint-Pierre des Übersee-Départements Réunion.

## Gemeinden
| Gemeinde              | Einwohner 1. Januar 2022 | Fläche km² | Dichte Einw./km² | Code INSEE | Postleitzahl |
| --------------------- | ------------------------ | ---------- | ---------------- | ---------- | ------------ |
| Petite-Île            | 12.920                   | 33,93      | 381              | 97405      | 97429        |
| Saint-Joseph          | 10.437                   | 25,01      | 417              | 97412      | 97425        |
| Saint-Pierre          | 11.606                   | 27,11      | 428              | 97416      | 97410        |
| Kanton Saint-Pierre-3 | 34.963                   | 86,05      | 406              | 97422      | –            |

1. ↑   Nur der westliche Teil der Gemeinde, der Rest gehört zum Kanton Saint-Joseph.
2. ↑   Nur der östliche Teil der Gemeinde, der Rest verteilt sich auf die Kantone Saint-Pierre-1 und Saint-Pierre-2.